# Walter Weir
Walter Cocksmith Weir (* 7. Juni 1929 in High Bluff, Manitoba; † 17. April 1985 in Minnedosa, Manitoba) war ein kanadischer Politiker. 

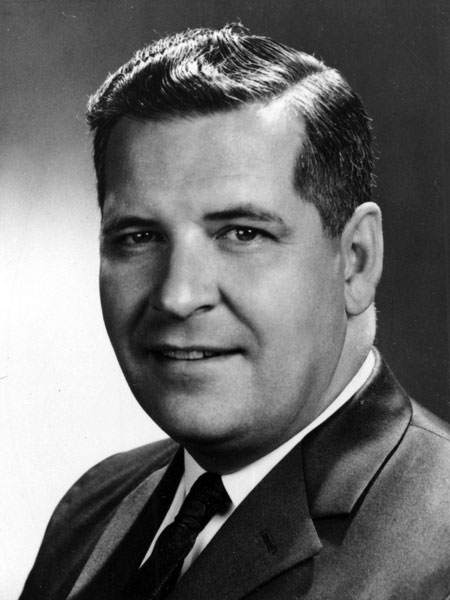
Walter Weir (1969)

Er war von 1959 bis 1971 Abgeordneter der Legislativversammlung von Manitoba. Nachdem er in der Regierung von Dufferin Roblin mehrere Ministerposten innegehabt hatte, regierte er die Provinz Manitoba vom 27. November 1967 bis zum 15. Juli 1969 als Premierminister. Von 1967 bis 1971 war er Vorsitzender der Progressive Conservative Party of Manitoba (Tories).

## Biografie
Ein paar Jahre nach seinem Schulabschluss zog Weir 1953 nach Minnedosa, wo er zehn Jahre lang ein Bestattungsunternehmen besaß. Er war zunächst in der Kommunalpolitik tätig, von 1955 bis 1957 Vorsitzender der Krankenhausausschusses und von 1958 bis 1959 als Mitglied des Stadtrates. Im Mai 1959 kandidierte er bei den Wahlen zur Legislativversammlung und wurde zum Abgeordneten des ländlich geprägten Wahlkreises Minnedosa gewählt. Dreimal in Folge gelang ihm die Wiederwahl. Premierminister Dufferin Roblin berief Weir im Oktober 1961 ins Kabinett und ernannte ihn zum Minister für Kommunalangelegenheiten; dieses Amt hatte er bis Februar 1963 inne. Im November 1962 erfolgte die Ernennung zum Minister für staatliche Bauvorhaben, im Juli 1967 wechselte er ins Straßenbauministerium.
Nachdem Roblin seinen Wechsel von der Provinz- in die Bundespolitik angekündigt hatte, kandidierte Weir um den Parteivorsitz der Tories. Am Parteikongress setzte er sich gegen Sterling Lyon und zwei weitere Kandidaten durch und wurde, woraufhin er am 27. November 1967 das Amt des Premierministers übernahm. Weir repräsentierte den ländlich-populistischen Flügel der Partei und sprach die konservativen Mitglieder an, die während der Amtszeit des progressiveren Roblin marginalisiert worden waren. Seine Regierung senkte das Ausgabenwachstum auf ein Minimum und präsentierte 1968 ein ausgeglichenes Budget ohne Steuererhöhungen. Er widersetzte sich der Einführung der offiziellen Zweisprachigkeit und erlangte aufgrund der Auseinandersetzungen mit dem kanadischen Premierminister Pierre Trudeau nationale Bekanntheit.
Weir schlug auch eine Reform des kanadischen Senats vor. Gemäß seinen Vorstellungen sollten alle Provinzen gleich stark vertreten sein und einige Senatoren sollten auf Empfehlung der Provinzregierungen ernannt werden. Außerdem sollte der Senat mehr Befugnisse erhalten, darunter das Recht, internationale Verträge zu ratifizieren. Er rief vorgezogene Neuwahlen für den 25. Juni 1969 aus, was sich als strategischer Fehler erwies. Anstatt wie erhofft weiter mit einer Mehrheit regieren zu können, verloren die Tories gegen die von Edward Schreyer angeführte New Democratic Party of Manitoba.
Am 15. Juli 1969 musste Weir als Premierminister zurücktreten. Bis Februar 1971 blieb er Parteivorsitzender der Tories und Oppositionsführer; dann folgte ihm Sidney Spivak. Im September desselben Jahres trat er auch als Abgeordneter zurück. Sein Sitz fiel danach an Dave Blake. Walter Weir lebte fünf Jahre lang in Ontario, kehrte aber 1976 nach Minnedosa zurück. Ab 1978 gehörte er dem Aufsichtsrat der staatlichen Versorgungsbetriebe Manitobas an, während der Regierungszeit von Sterling Lyon leitete er eine von der Provinzregierung eingesetzte Kommission für lokale Steuern.